# Slag bij Morrisville
De slag bij Morrisville vond plaats  tussen 13 april en 15 april 1865 tijdens de Amerikaanse Burgeroorlog. Deze confrontatie was de laatste cavalerieslag van de oorlog en vond plaats tussen de Noordelijke eenheden onder leiding van generaal-majoor William T. Sherman en de Zuidelijke eenheden aangevoerd door generaal Joseph E. Johnston. Generaal Judson Kilpatrick, bevelhebber van de Noordelijke voorhoede, versloeg en veroverde een Zuidelijke bagagetrein. Hoewel de Zuidelijken veel voorraden verloren, slaagden ze er toch in om hun gewonden te evacueren. Enkele dagen later stuurde generaal Johnston een boodschapper naar Sherman om te onderhandelen over een wapenstilstand. Op 17 april begonnen de gesprekken in Bennet Place. De volgende dag gaf het Zuidelijke leger onder leiding van Johnston zich formeel over.